# Carlos Tramútolo

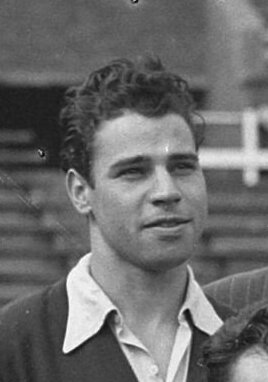
Carlos Tramútolo bei den UCI-Bahn-Weltmeisterschaften 1948 in Amsterdam

Carlos Tramútolo, vollständiger Name Carlos Alberto Tramútolo Navarro, (* 17. März 1925 in Montevideo; † 9. Juli 2013 in Minas) war ein uruguayischer Radrennfahrer.

## Karriere
Tramútolo, der seine Karriere 1941 beim montevideanischen Club Nimes begann, gehörte bei den Olympischen Sommerspielen 1948 in London zum uruguayischen Aufgebot. Dort belegte er im Zeitfahren auf der Bahn den elften Rang.
Bahnradsportler Tramútolo war Panamerika- und Südamerikameister in den Geschwindigkeitsdisziplinen. Er stellte einige Kilometerrekorde auf und wurde sowohl Rioplatensischer als auch Uruguayischer Meister. In Minas, der Stadt, in der er im Jahr 2011 in einem Altersheim lebte, fand mindestens in jenem Jahr das zu seinen Ehren benannte Radrennen Gran Premio „Carlos Tramútolo“ statt.